# Divisione di Sylhet
La divisione di Sylhet è una delle divisioni amministrative del Bangladesh, che ha come capoluogo la città di Sylhet.

## Distretti
La divisione conta 4 distretti:
- distretto di Habiganj
- distretto di Maulvibazar
- distretto di Sunamganj
- distretto di Sylhet